# Trippelmordet i Malmö
Trippelmordet i Malmö ägde rum den 18 juni 2018 i Malmö då flera män blev beskjutna varvid tre dödades och fyra andra sårades.

## Bakgrund
Under 2010-talet var Malmö staden i Sverige med högst antal gängskjutningar per invånare. Endast Stockholm hade fler skottlossningar men är en stad med tre gånger så många invånare. Under 2017 blev tio personer ihjälskjutna och under 2018 fram till juni skedde 30 skottlossningar varvid 11 personer dödades och 12 skadades. Trippelmordet har jämförts med skottdådet mot restaurangen Vår Krog & Bar i Biskopsgården i Göteborg.

## Händelseförlopp
Någon öppnade eld med ett automatvapen mot personer som stod framför ett internetcafé i närheten av Värnhemstorget från en ombyggd Saab 9-5 i en drive-by shooting. Den lämnades i Arlöv efter ett misslyckat försök att sätta eld på den. Klockan 20:30 hade polisen anlänt, spärrat av området och hittat fyra skadade. Polisen bevakade även sjukhuset. En timme senare anlände en femte skadad till sjukhuset. Klockan 23:10 rapporterade polisen att en 18-årig man hade avlidit på sjukhuset. Vid midnatt rapporterade polisen att en sjätte skadad hade anlänt till sjukhuset. Efter midnatt avled en andra man på sjukhuset av sina skador. Under tisdagens morgon avled en tredje person på sjukhus. Enligt Sydsvenskan var flera av offren tidigare kända av polisen.
Incidenten hanterades inte som ett terrorattentat.

## Utredning
Bilen som skjutningen utfördes ifrån visade sig ägas av en bilmålvakt.
Tre unga män häktades i slutet av 2018 misstänkta för medhjälp till mord. Två av dem släpptes i maj 2019 efter nästan 6 månader i häkte, medan en tredje överfördes till fängelse då han dömts för grovt narkotikabrott som upptäcktes under utredningen av trippelmordet. Ytterligare en person, en 32-årig Göteborgare, häktades misstänkt för medhjälp till mord i oktober 2018, men försattes på fri fot den 16 januari 2019.